# Meum carvifolium
Meum carvifolium är en flockblommig växtart som beskrevs av Antonio Bertoloni. Meum carvifolium ingår i släktet björnrötter, och familjen flockblommiga växter. Inga underarter finns listade i Catalogue of Life.